# Jonathan Moore
 Jonathan Moore (17 april 1985) is een golfprofessional uit de Verenigde Staten. Hij speelt op de Aziatische PGA Tour sinds 2012.

## Amateur
Jonathan Moore studeerde twee jaren aan de Oklahoma State University. Hij won een NCAA toernooi met een laatste ronde van 69. In 2007 was hij lid van het Walker Cup-team.

### Gewonnen
- 2006: 109de NCAA toernooi (-12), Players Amateur

### Teams
- Walker Cup: 2007

## Professional
Moore werd in 2007, na het spelen van de Walker Cup, professional. Het verwachte succes bleef uit. Hij speelde wat op de Amerikaanse mini tours en won een toernooi op de Adam Golf Tour Series. In 2009 trouwde hij met Claire, die vaak voor hem caddiet.
In januari 2011 arriveerde Jonathan en Claire Moore in Thailand om de Tourschool van de Aziatische PGA Tour te spelen, nadat het hem niet gelukt was zich te kwalificeren via de Europese of Amerikaanse Tourschool. Hij miste ook in Azië de kwalificatie en speelde een jaar op de Asian Development Tour. Daar won hij na acht toernooien de Order of Merit en promoveerde naar de Aziatische Tour van 2012.